# Megapluma
Megapluma são gigantescas correntes em espiral ascendente que se formam no fundo dos oceanos, equivalentes aos tornados terrestres.

## Formação das megaplumas
Ocasionalmente, por conta de movimentos tectônicos, podem ocorrer fissuras na crosta oceânica, com a criação de bolsões de magma no fundo do oceano, fazendo com que a temperatura se eleve nestes locais. Esses pontos quentes criam um gradiente inverso de temperatura, ou seja, a água fica mais quente no fundo do que na superfície. Como resultado se formam gigantescas correntes em espiral ascendente, equivalentes a furacões ou tornados submarinos, chamadas de megaplumas" ou "plumas hidrotermais". Estas normalmente duram apenas algumas semanas e depois se dissipam.